# Endgame (TV-serie)
Endgame är en kanadensisk deckare/drama-serie som skapades av Andrew Cosby och Jaime Paglia.

## Skådespelare
| Shawn Doyle        | – Arkady Balagan |
| Torrance Coombs    | – Sam Besht      |
| Katharine Isabelle | – Danni          |
| Carmen Aguirre     | – Alcina         |